# Rezerwat przyrody Zwierzyniec (województwo mazowieckie)
Rezerwat przyrody Zwierzyniec – leśny rezerwat przyrody utworzony w 1964 r. na gruntach miejscowości Łazy, na terenie gminy Krasnosielc, w leśnictwie Suche-Jasieniec nadleśnictwa Parciaki (do 1981 nadleśnictwo Sławki).
Celem ochrony jest zachowanie ze względów naukowych i dydaktycznych fragmentu boru mieszanego świeżego, naturalnego pochodzenia, charakterystycznego dla dawnej Puszczy Kurpiowskiej.